# SANCTUARY 〜Minori Chihara Best Album〜
『SANCTUARY 〜Minori Chihara Best Album〜』（サンクチュアリィ ミノリ チハラ ベスト アルバム）は、茅原実里の2枚目のベストアルバム。2014年9月10日にLantisから発売された。

## 録音
「Joyful Flower」のレコーディングは6月28日に行われた。

## 音楽性、作曲、構成
「Joyful Flower」は、デビュー10周年記念ソングとして制作。詞はファンの皆と一緒にかけがえのないあったかくて楽しい時間を過ごしていきたい、愛や夢や希望の花をもっともっと咲かせていきたいという想いを込めている。コンセプトはライブでファンと盛り上がれる曲。茅原のコンサートのパフォーマンスの1つである旗曲として制作され、これまでと今の茅原を詰め込んでいる。当初はバラード曲を構想していたが、ファンへの感謝を伝える曲をテーマにしていたこと、10周年から先も芸能活動をしていく為、茅原らしい元気で前向きな希望を感じてもらう曲になった。
既存のCD収録曲の中でアレンジされた楽曲があり、「詩人の旅」はミュージックビデオで用いられたロングイントロバージョン、「Dream Wonder Formation」は前奏がクロスされていない独立音源バージョン、「too late? not late…」は後奏がフェードアウトされていない。
「Joyful Flower」の作曲を菊田が行う際、茅原の活動の集大成の曲、旗曲であることは当初から決まっていたので、ファンと共に盛り上がる曲であることを心がけ、茅原の今までのライブスタイルや楽器、雰囲気を活かしている。
収録曲は2007年からのランティス時代のシングルA面楽曲、オリジナルアルバムのリードトラックと新曲「Joyful Flower」のほか、第3ディスクをファンディスクとしてシングルカップリング曲・リードトラック以外のアルバム収録曲・ライブ会場限定CD収録曲を対象に、ランティス公式サイト内の茅原実里10周年特設ページで2014年5月16日から6月15日にかけて行われたインターネットでのファン投票により決定された曲目を収録した。

## リリース
前作『Minori Chihara B-side Collection』から約1年半ぶりのリリースとなるベストアルバムで、自身初の本格的なベストアルバム。アルバム全体としては前作『NEO FANTASIA』から10か月ぶりのリリース。
本作の発売は、2014年5月16日にアイアシアタートーキョーで行われた「茅原実里 重大発表会見」の中で自身のデビュー10周年記念企画の一つとして発表された。

## プロモーション
YouTubeの『Lantis Channel』で5月16日に「茅原実里 重大発表会見」で流した告知映像、8月4日に「Joyful Flower」のミュージックビデオのショートバージョン、8月11日から25日までメイキング映像を配信。

## アートワーク
ジャケット撮影は2014年7月13日に行われた。ランティス第1作シングル「純白サンクチュアリィ」のジャケットをリデザインしたものとなっており、同作の作りかけのパズルから7年間を経て、新しい未来へのスタートの想いを詰め込んでいる。フォトブックの撮影は7月9日に北海道旭川市の雪の美術館、美瑛町の青い池、十勝岳望岳台で行われた。当初は沖縄でのフォトブック撮影が予定されていたが、台風の接近を危惧し北海道に変更となった。

## コンサート
本作を引っ提げたコンサート『Minori Chihara 10th Anniversary Live 〜SANCTUARY〜』を11月18日に日本武道館で開催。本作と同様に5月16日にアイアシアタートーキョーで行われた「茅原実里 重大発表会見」で発表。

## ミュージック・ビデオ
「Joyful Flower」のPVの監督は藤田宏治、映像プロデューサーは川瀬新一が担当し、スタッフはこれまでの茅原のミュージックビデオを制作したメンバーで構成している。撮影は7月11日にSTUDIO COASTで茅原のファンクラブ「M-Smile」のメンバー約1,000人と共に行った。茅原の衣装のテーマは「キャプテンみのりん」。ダンサーとしてCMDメンバーの笹部佳那、井田彩花、松島蘭、赤沼秀実、青木眸などが出演。

## 収録曲

### DISC 1
| #         | タイトル                         | 作詞         | 作曲           | 編曲         | 時間  |
| --------- | -------------------------------- | ------------ | -------------- | ------------ | ----- |
| 1.        | 「純白サンクチュアリィ」         | 畑亜貴       | 菊田大介       | 菊田大介     | 4:52  |
| 2.        | 「君がくれたあの日」             | 畑亜貴       | 菊田大介       | 菊田大介     | 5:33  |
| 3.        | 「詩人の旅」                     | 畑亜貴       | 菊田大介       | 菊田大介     | 4:32  |
| 4.        | 「Melty tale storage」           | 畑亜貴       | 菊田大介       | 菊田大介     | 5:50  |
| 5.        | 「雨上がりの花よ咲け」           | 畑亜貴       | 菊田大介       | 菊田大介     | 4:59  |
| 6.        | 「Paradise Lost」                | 畑亜貴       | 菊田大介       | 菊田大介     | 4:41  |
| 7.        | 「Voyager train」                | 畑亜貴       | 菊田大介       | 菊田大介     | 5:14  |
| 8.        | 「Tomorrow's chance」            | 畑亜貴       | 菊田大介       | 菊田大介     | 4:56  |
| 9.        | 「PRECIOUS ONE」                 | こだまさおり | 藤末樹         | 藤末樹、虹音 | 5:22  |
| 10.       | 「Final Moratorium」             | こだまさおり | 菊田大介       | 菊田大介     | 4:33  |
| 11.       | 「優しい忘却」(歌詞原案：谷川流) | 畑亜貴       | 伊藤真澄       | 虹音         | 5:35  |
| 12.       | 「Freedom Dreamer」              | 茅原実里     | 菊田大介       | 菊田大介     | 5:19  |
| 13.       | 「Defection」                    | 奥井雅美     | 菊田大介       | 菊田大介     | 4:16  |
| 14.       | 「KEY FOR LIFE」                 | こだまさおり | 藤末樹、YUMIKO | 藤末樹       | 5:17  |
| 合計時間: | 合計時間:                        | 合計時間:    | 合計時間:      | 合計時間:    | 70:59 |

### DISC 2
| #         | タイトル                                                    | 作詞         | 作曲      | 編曲      | 時間  |
| --------- | ----------------------------------------------------------- | ------------ | --------- | --------- | ----- |
| 1.        | 「Planet patrol」                                           | 畑亜貴       | 渡辺和紀  | 渡辺和紀  | 4:05  |
| 2.        | 「TERMINATED」                                              | 畑亜貴       | 菊田大介  | 菊田大介  | 4:18  |
| 3.        | 「Dream Wonder Formation」(Additional Sound Editing：A-bee) | 松井洋平     | 菊田大介  | 菊田大介  | 5:23  |
| 4.        | 「Celestial Diva」                                          | 宝野アリカ   | 上松範康  | 菊田大介  | 5:07  |
| 5.        | 「ZONE//ALONE」                                             | 茅原実里     | 菊田大介  | 菊田大介  | 4:43  |
| 6.        | 「SELF PRODUCER」                                           | こだまさおり | 菊田大介  | 菊田大介  | 5:08  |
| 7.        | 「この世界は僕らを待っていた」                              | 畑亜貴       | 中土智博  | 中土智博  | 3:42  |
| 8.        | 「境界の彼方」                                              | 畑亜貴       | 菊田大介  | 菊田大介  | 4:51  |
| 9.        | 「TREASURE WORLD」                                          | 茅原実里     | 俊龍      | 藤田淳平  | 5:19  |
| 10.       | 「FOOL THE WORLD」                                          | 松井洋平     | 倉内達矢  | 倉内達矢  | 4:37  |
| 11.       | 「向かい風に打たれながら」                                  | 畑亜貴       | 菊田大介  | 菊田大介  | 4:30  |
| 12.       | 「Joyful Flower」                                           | 茅原実里     | 菊田大介  | 菊田大介  | 5:33  |
| 合計時間: | 合計時間:                                                   | 合計時間:    | 合計時間: | 合計時間: | 57:16 |

### DISC 3
| #         | タイトル                               | 作詞         | 作曲      | 編曲      | 時間  |
| --------- | -------------------------------------- | ------------ | --------- | --------- | ----- |
| 1.        | 「Perfect energy」                     | 畑亜貴       | 齋藤真也  | 齋藤真也  | 4:15  |
| 2.        | 「Cynthia」                            | こだまさおり | Tatsh     | 大久保薫  | 4:42  |
| 3.        | 「花束」                               | 畑亜貴       | 藤末樹    | 藤田淳平  | 6:37  |
| 4.        | 「Lush march!!」                       | 畑亜貴       | 虹音      | 虹音      | 4:38  |
| 5.        | 「too late? not late…」                | 畑亜貴       | 俊龍      | 菊田大介  | 4:42  |
| 6.        | 「Sunshine flower」                    | 畑亜貴       | 俊龍      | 菊田大介  | 5:27  |
| 7.        | 「Secret Season 〜桜色の恋人〜」       | 茅原実里     | 菊田大介  | 菊田大介  | 4:46  |
| 8.        | 「覚醒フィラメント」                   | 畑亜貴       | 菊田大介  | 菊田大介  | 4:55  |
| 9.        | 「Contact 13th」                       | 畑亜貴       | 菊田大介  | 菊田大介  | 4:38  |
| 10.       | 「sing for you」                       | 茅原実里     | rino      | 藤田淳平  | 6:10  |
| 11.       | 「蒼い孤島」                           | 畑亜貴       | 俊龍      | 藤田淳平  | 4:32  |
| 12.       | 「暁月夜」(Strings Arrage：室屋光一郎) | 茅原実里     | 俊龍      | 藤田淳平  | 6:05  |
| 13.       | 「NEO FANTASIA」                       | 畑亜貴       | 澤野弘之  | 澤野弘之  | 5:44  |
| 14.       | 「一等星」                             | 茅原実里     | 茅原実里  | 須藤賢一  | 5:22  |
| 合計時間: | 合計時間:                              | 合計時間:    | 合計時間: | 合計時間: | 72:33 |

## メディアでの使用
| 純白サンクチュアリィ         | OVA『K-G.2 キディ・グレイド2 パイロット映像』テーマソング                         |
| 君がくれたあの日             | インターネットラジオ『茅原実里のradio minorhythm』オープニングテーマ              |
| 君がくれたあの日             | アニメ『Planet:Valkyrie』第1章テーマソング                                        |
| 詩人の旅                     | インターネットラジオ『茅原実里のradio minorhythm』オープニングテーマ              |
| Melty tale storage           | テレビ埼玉「アニたま」2008年4月度エンディングテーマ                               |
| 雨上がりの花よ咲け           | インターネットラジオ『茅原実里のradio minorhythm』オープニングテーマ              |
| 雨上がりの花よ咲け           | アニメシアターX「Club AT-X」第149回エンディングテーマ                             |
| Paradise Lost                | テレビアニメ『喰霊―零―』オープニングテーマ                                        |
| Voyager train                | テレビ埼玉「アニたま」2008年11月度エンディングテーマ                              |
| Voyager train                | テレビ東京「アニソンぷらす」2009年1月度エンディングテーマ                         |
| Tomorrow's chance            | 音楽情報番組「Run Run LAN!」エンディングテーマ                                    |
| Tomorrow's chance            | インターネットラジオ『茅原実里のradio minorhythm』オープニングテーマ              |
| 優しい忘却                   | アニメーション映画『涼宮ハルヒの消失』主題歌                                      |
| Freedom Dreamer              | テレビ東京「アニソ〜ンぷらす」2010年7月度エンディングテーマ                       |
| KEY FOR LIFE                 | インターネットラジオ『茅原実里のradio minorhythm』オープニングテーマ              |
| Planet patrol                | インターネットラジオ『Run LAN Radio!』第1回エンディングテーマ                     |
| TERMINATED                   | テレビアニメ『境界線上のホライゾン』オープニングテーマ                            |
| Celestial Diva               | iOS用ゲーム『CHAOS RINGS II』テーマソング                                         |
| Celestial Diva               | テレビ東京「アニソンぷらす」2012年4月度エンディンテーマ                           |
| ZONE//ALONE                  | テレビアニメ『境界線上のホライゾンII』オープニングテーマ                          |
| SELF PRODUCER                | テレビアニメ『お兄ちゃんだけど愛さえあれば関係ないよねっ』オープニングテーマ      |
| この世界は僕らを待っていた   | テレビアニメ『翠星のガルガンティア』オープニングテーマ                            |
| 境界の彼方                   | テレビアニメ『境界の彼方』オープニングテーマ                                      |
| TREASURE WORLD               | テレビ東京『アニメDON!』2013年12月度エンディングテーマ                            |
| FOOL THE WORLD               | テレビアニメ『ノブナガ・ザ・フール』前期オープニングテーマ                        |
| 向かい風に打たれながら       | テレビアニメ『RAIL WARS!』オープニングテーマ                                      |
| Perfect energy               | インターネットラジオ『茅原実里のradio minorhythm』オープニングテーマ              |
| Secret Season 〜桜色の恋人〜 | パソコンゲーム『いますぐお兄ちゃんに妹だっていいたい!』グランドオープニングテーマ |
| Contact 13th                 | インターネットラジオ『茅原実里のradio minorhythm』オープニングテーマ              |
| NEO FANTASIA                 | インターネットラジオ『茅原実里のradio minorhythm』オープニングテーマ              |
| 一等星                       | インターネットラジオ『茅原実里のradio minorhythm』エンディングテーマ              |

## クレジット
| Performed by 茅原実里    | Performed by 茅原実里             |
| ------------------------ | --------------------------------- |
| Producer                 | 斎藤滋（Lantis）                  |
| Mastering engineer       | 袴田剛史（FLAIR MASTERING WORKS） |
| Creative producer        | 小島冬樹（Lantis）                |
| Art direction & design   | 大浦祐介                          |
| Art direction & design   | 朝日康穂（Unitegraphica）         |
| Design                   | 佐野夏記（Unitegraphica）         |
| Photography              | 大森直（SECESSION）               |
| Styling                  | 石川香代子（juice&juicy）         |
| Hair & Make-up           | 清水恵美子（maroonbrand）         |
| Location Corporation     | 雪の美術館                        |
| Props                    | 玉ノ井哲哉                        |
| Props                    | 田中史子                          |
| Sales Promotion Producer | 佐橋計（Lantis）                  |
| Sales Promoter           | 秋山琢磨                          |
| Sales Promoter           | 唐川絢子（Lantis）                |
| A&R                      | 高村友紀（Lantis）                |
| Fan Club staff           | 片野安則                          |
| Fan Club staff           | 安田まどか                        |
| Fan Club staff           | 西原茉美                          |
| Fan Club staff           | 黒瀬和太塁(ROM SHARING)           |
| Artist brand management  | 瀬野大介（Linkarts）              |
| Management Assistant     | 吉田有沙（Linkarts）              |
| Support Production       | M-Peace                           |
| Executive Supervisor     | 伊藤善之(Lantis)                  |
| Executive Producer       | 井上俊次(Lantis)                  |
| Special supporters       | M-Smile Members                   |
| Very special thanks      | ALL FANS                          |

## チャート
| チャート（2014年）                                 | 最高位 |
| -------------------------------------------------- | ------ |
| オリコン（週間）                                   | 9      |
| Billboard Japan Top Albums                         | 8      |
| Billboard Japan Top Independent Albums and Singles | 4      |
| サウンドスキャン                                   | 6      |